# NGC 613
NGC 613 ist eine Balken-Spiralgalaxie mit aktivem Galaxienkern vom Hubble-Typ SB(rs)bc im Sternbild Bildhauer am Südsternhimmel. Die Galaxie ist rund 65 Millionen Lichtjahre vom Milchstraße entfernt und hat einen Durchmesser von etwa 100.000 Lichtjahren.
Ihre Spiralarme zeichnen sich durch zahlreiche Sternentstehungsgebiete aus (blaue & lila Regionen im Bild).
Das Objekt wurde am 9. Dezember 1798 vom deutsch-britischen Astronomen Wilhelm Herschel entdeckt. Am 26. September 2016 fotografierte ein argentinischer Hobbyastronom in einem Spiralarm der Galaxie die Explosion eines Sterns als Supernova; Diese wurde unter dem Namen SN 2016gkg katalogisiert.

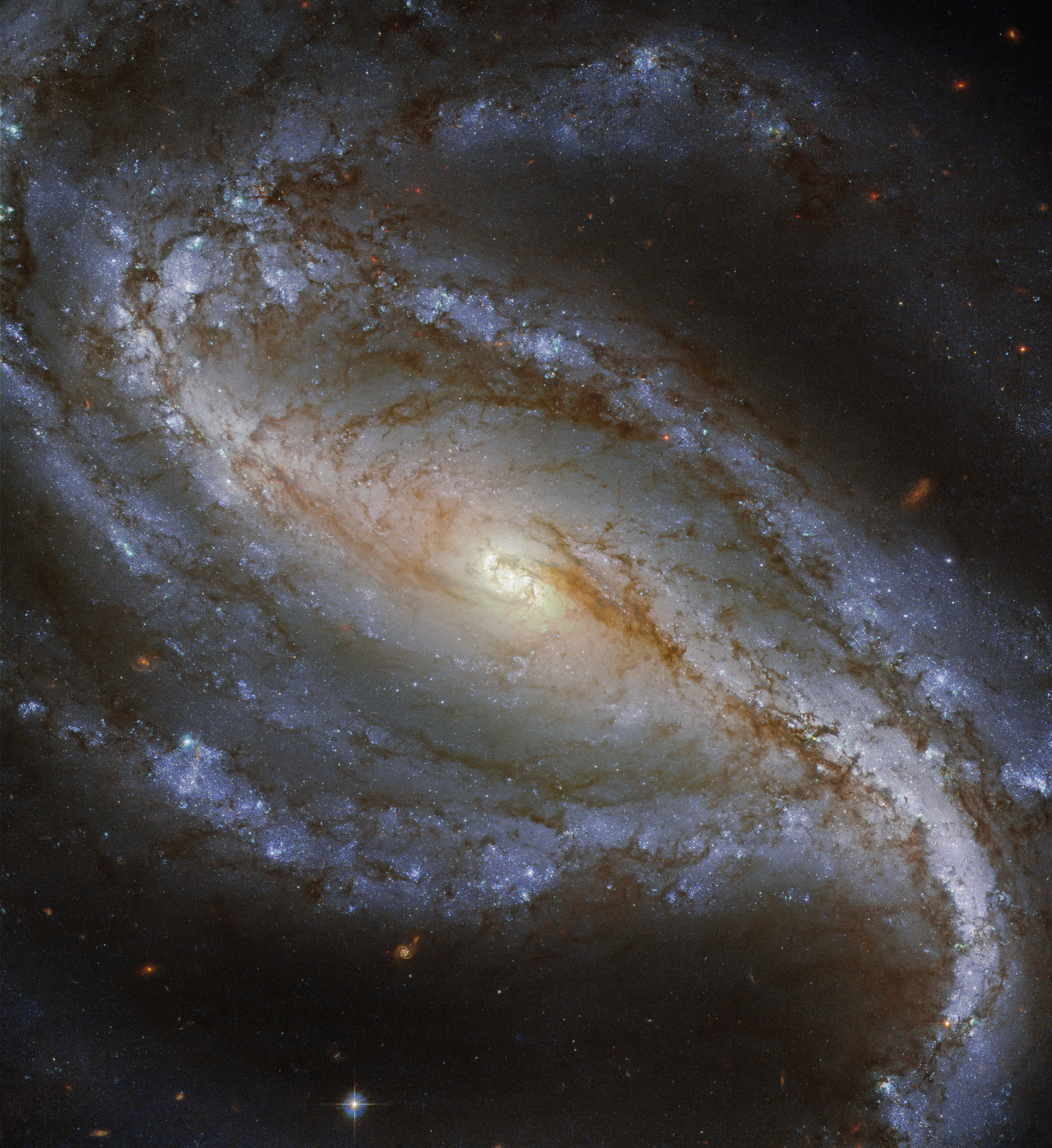
Hochaufgelöste Aufnahme des Zentrums, erstellt mithilfe des Hubble-Weltraumteleskops